# Henrique Canto e Castro
Henrique Baptista Vaz Pacheco do Canto e Castro, com o nome artístico de Canto e Castro (Lisboa, 24 de Abril de 1930 - Almada, 1 de Fevereiro de 2005) foi um actor e dobrador português.

## Biografia
Oriundo da Nobreza fundiária da Ilha de São Miguel, estreia-se, ainda aluno do Conservatório Nacional de Teatro, na histórica companhia dos Comediantes de Lisboa, em 1946, ao lado de João Villaret, Assis Pacheco, António Silva, Ribeirinho (também encenador), entre outros. Distinguido pelo Conservatório Nacional com o Prémio Eduardo Brazão (1947), ingressa no Teatro Apolo, com Laura Alves e Assis Pacheco. De seguida integra o elenco fixo do Teatro Nacional, onde conquista o Prémio da Crítica em 1964. Depois do Teatro Monumental fixa-se numa companhia sediada no Teatro Villaret, constituída por Eunice Muñoz, José de Castro, Fernando Gusmão, entre outros. No Teatro Aberto (sob a direcção de João Lourenço) conquista mais um Prémio da Crítica, após ter ganho o Prémio de Melhor Actor pela Associação Portuguesa de Críticos com A Excepção e a Regra, de Bertolt Brecht, encenado por Joaquim Benite na Companhia de Teatro de Almada. É em 1999 que interpreta o papel de bobo em Rei Lear, de Shakespeare, encenado por Richard Cotrell, no TNDMII. Contou ainda com numerosas participações no teatro radiofónico da Emissora Nacional, onde ingressara aos 12 anos.
No cinema foram quase 50 as películas em que participou, estreando-se em 1957 em Perdeu-se Um Marido, de Henrique Campos, trabalhando depois com realizadores como Augusto Fraga, Rogério Ceitil, Lauro António, Luís Galvão Teles, Solveig Nordlund, António de Macedo, Manuel Mozos, Yvan Chiffre, Joaquim Leitão, Pedro Costa, João César Monteiro, João Botelho, João Mário Grilo, Wim Wenders, Fernando Matos Silva, José Fonseca e Costa, António Pedro Vasconcelos, Alain Tanner, Leonel Vieira, Maria de Medeiros, Manoel de Oliveira, Raoul Ruiz, Teresa Garcia, entre outros.
Lavado em Lágrimas, de Rosa Coutinho Cabral, foi a sua última aparição no cinema e A Rainha do Ferro Velho, de Garçon Kanin, encenado por Filipe La Féria (Teatro Politeama), o seu último trabalho em teatro.
Foi unanimemente reconhecido como um dos melhores actores portugueses.
Era casado com a actriz Ema Paul.

## Filmografia
- Perdeu-se um Marido (1957)
- Passagem de Nível (1965)
- Uma Vontade Maior (1967)
- Antes do Adeus (1977)
- Manhã Submersa (1980)
- Dina e Django (1981)
- A Vida É Bela?! (1982)
- Os Abismos da Meia-Noite (1984)
- A Moura Encantada (1985)
- O Desejado (1987)
- Matar Saudades (1988)
- Mensagem (1988)
- Meia Noite (1988)
- O Sangue (1989)
- President's Target (1989)
- Segno di Fuoco (1990)
- Um Passo, Outro Passo e Depois... (1991)
- Ao Fim da Noite (1991)
- O Luto de Electra (1992)
- La Gamine (1992)
- O Dia do Desespero (1992)
- O Último Mergulho (1992)
- Amor e Dedinhos de Pé (1992)
- Xavier (1992)
- Longe Daqui (1993)
- Encontros Imperfeitos (1993)
- Aqui na Terra (1993)
- Até Amanhã, Mário (1994)
- A Filha de D'Artagnan (1994)
- Três Palmeiras (1994)
- Viagem a Lisboa (1994)
- Ao Sul (1995)
- O Judeu (1995)
- Terra Estrangeira (1996)
- Cinco Dias, Cinco Noites (1996)
- A Sombra dos Abutres (1997)
- O Anjo da Guarda (1998)
- Requiem (1998)
- Tráfico (1998)
- Longe da Vista (1998)
- Jaime (1999)
- Capitães de Abril (2000)
- Palavra e Utopia (2000)
- 451 Forte (2000)
- Aparelho Voador a Baixa Altitude  (2002)
- O Fascínio (2003)
- Morangos com Açúcar
- Portugal S.A. (2004)
- Querença (2004)
- Manô (2005)
- Lavado em Lágrimas (2006)

## Teatro
- "Lisboa Antiga" - Teatro Apolo[2]
- "Ó Pá Pega na Vassoura" - Teatro Variedades[3]

...

## Dobragens

### Anos 70
- Abre-te Sésamo (Dobragem RTP)
- Heidi 'Avô' (Dobragem RTP)
- Abelha Maia 'Flip' (Dobragem RTP)

### Anos 80
- Era Uma Vez… o Espaço 'Mestre' (Dobragem RTP)
- O Bocas 'Bocas'

### Anos 90
- O Conde Patrácula 'Igor'
- Rock-A-Doodle 'Narrador' e 'Patusco'
- Uma Vida de Insecto 'Manny'